# Carme (település)
Carme település Spanyolországban, Barcelona tartományban. Lakosainak száma 814 fő (2024).

## Földrajza
Carme La Llacuna, Orpí, Vilanova del Camí, La Pobla de Claramunt, La Torre de Claramunt és Mediona községekkel határos.

## Népesség
A település lakosságának változását az alábbi diagram mutatja:
| Lakosok száma | 259  | 1128 | 740  | 692  | 694  | 721  | 832  | 817  | 765  | 814  |
|               | 1717 | 1887 | 1936 | 1960 | 1986 | 2004 | 2009 | 2014 | 2019 | 2024 |